# Culitzsch
Culitzsch ist seit der Gemeindegebietsreform vom 1. Januar 1999 ein Ortsteil von Wilkau-Haßlau im Landkreis Zwickau in Sachsen.

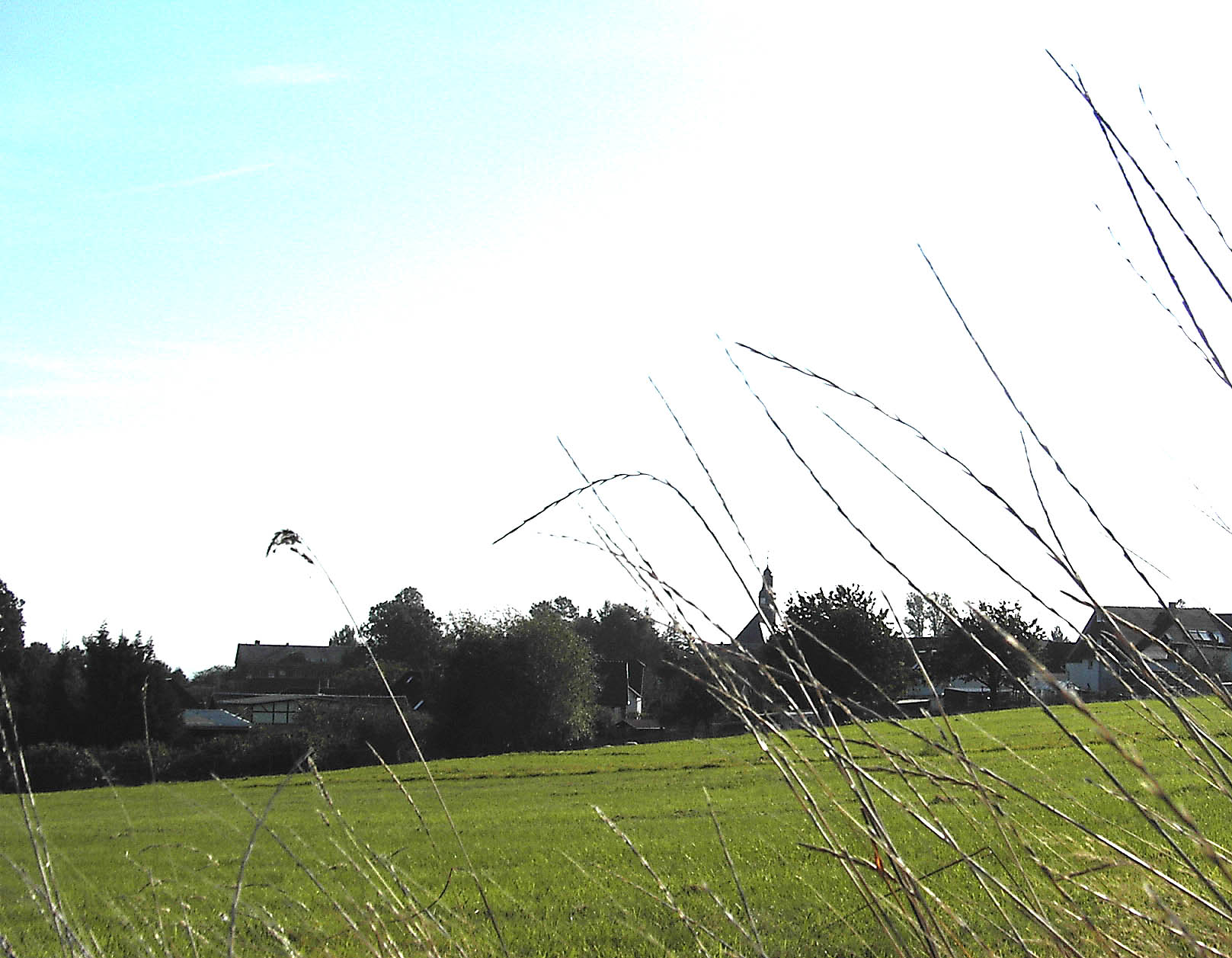
Culitzsch

## Geographie

### Geografische Lage
Das Dorf liegt am Fuße des Erzgebirges an der alten Verbindungsstraße zwischen Wilkau und Kirchberg nahe der Grenze zum Vogtland.
Höchster Punkt ist der 396 m ü. NN gelegene Pompersberg im Süden des Ortes. Im Westen erstreckt sich der Plotzschgrund, ein Naherholungsgebiet für die Zwickauer und deren Umgebung.
Seit Ende der dreißiger Jahre durchschneidet die A 72 den Ort und quert mit einer Brücke das Niederdorf.

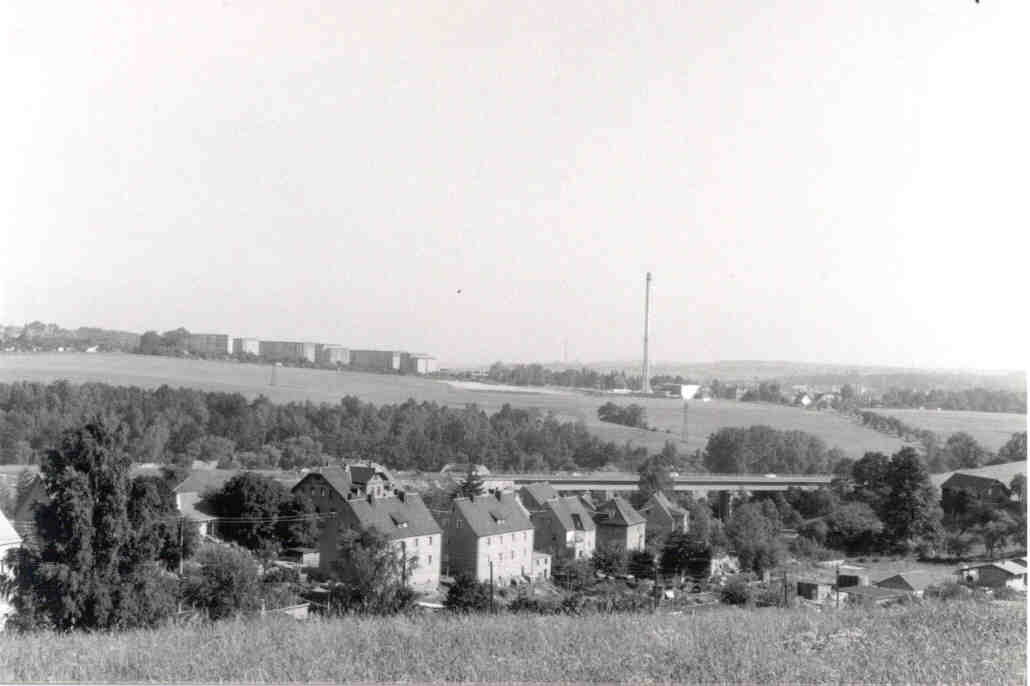
Blick in Richtung Wilkau-Haßlau 1992

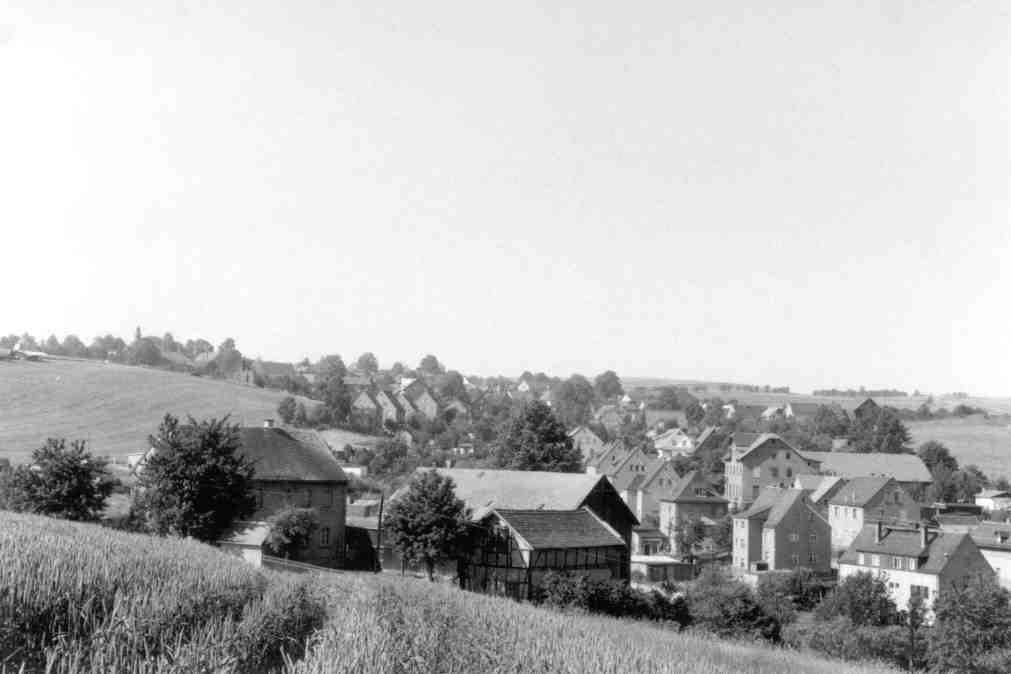
Blick von Norden 1992

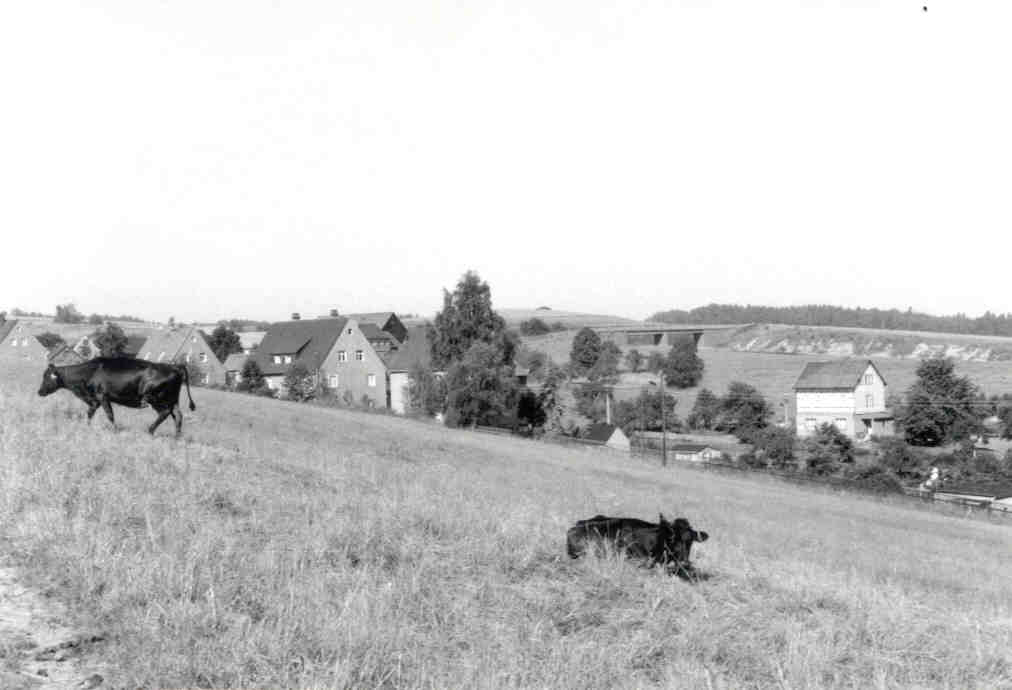
„Bauersberg“ 1992

### Geologie
Gelegen zwischen Kirchberger und Planitzer Granitsockel bildet den Untergrund für den Bergrücken
von Bauersberg und Pompersberg Schiefergestein.

### Nachbargemeinden
Angrenzende Orte sind im Norden Wilkau-Haßlau, im Westen Rottmannsdorf und Cainsdorf (seit 1996 bzw. 1999 nach Zwickau eingemeindet), im Süden Niedercrinitz (seit 1998 zu Hirschfeld gehörend) und im Osten Cunersdorf (seit 1999 Kirchberg/Sa. zugeschlagen).

### Gliederung
Der Ort besteht aus dem Niederdorf mit der Siedlung am Plotzschgrund, dem Oberdorf und der Siedlung am Hochwald, an der Talstraße im Rödelbachtal, der neuen Verbindung zwischen Wilkau-Haßlau und Kirchberg, an der früher der Haltepunkt Culitzsch der Schmalspurbahn Wilkau-Haßlau–Carlsfeld lag.

## Geschichte

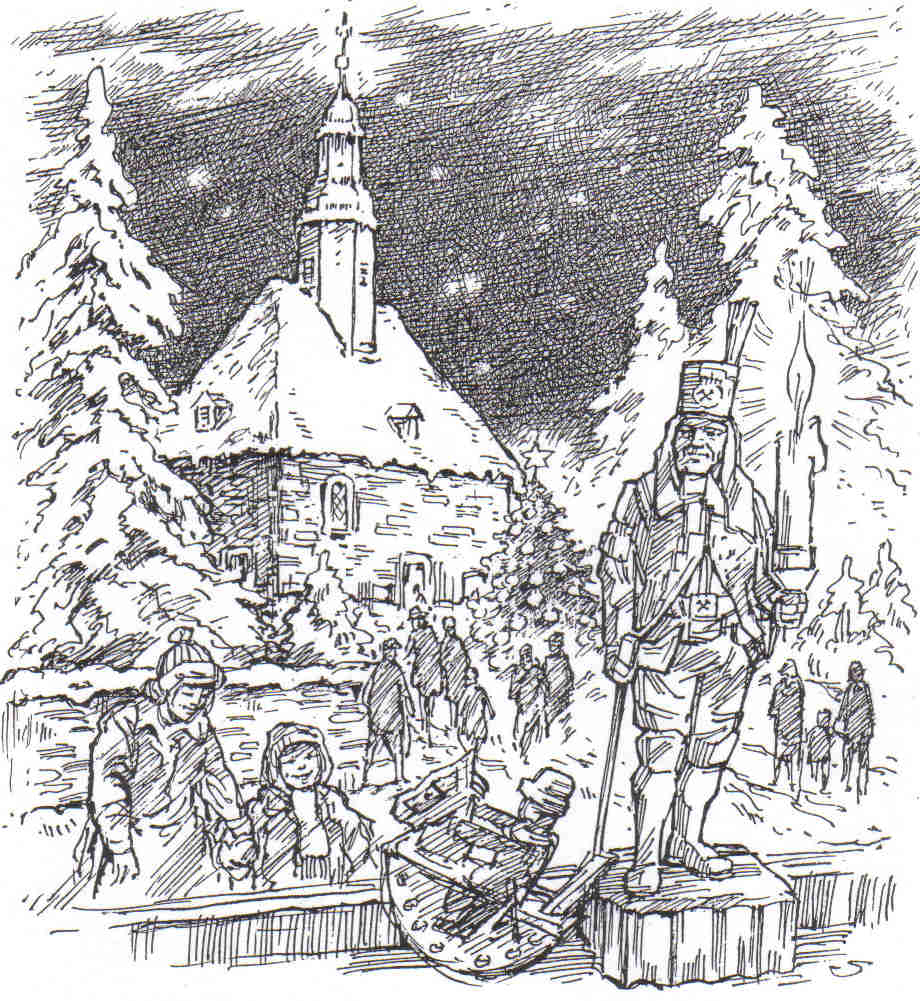
Heini Scheffler:
Laurentiuskirche im Advent

Culitzsch ist slawischen Ursprungs, was sich bereits aus seinem Namen erschließen lässt. Ungeklärt ist die Hypothese einer Quellmuldensiedlung, denn die Westseite des Ortes erinnert eher an ein Waldhufendorf. Am heutigen Standort der Kirche soll sich eine slawische Siedlung befunden haben.

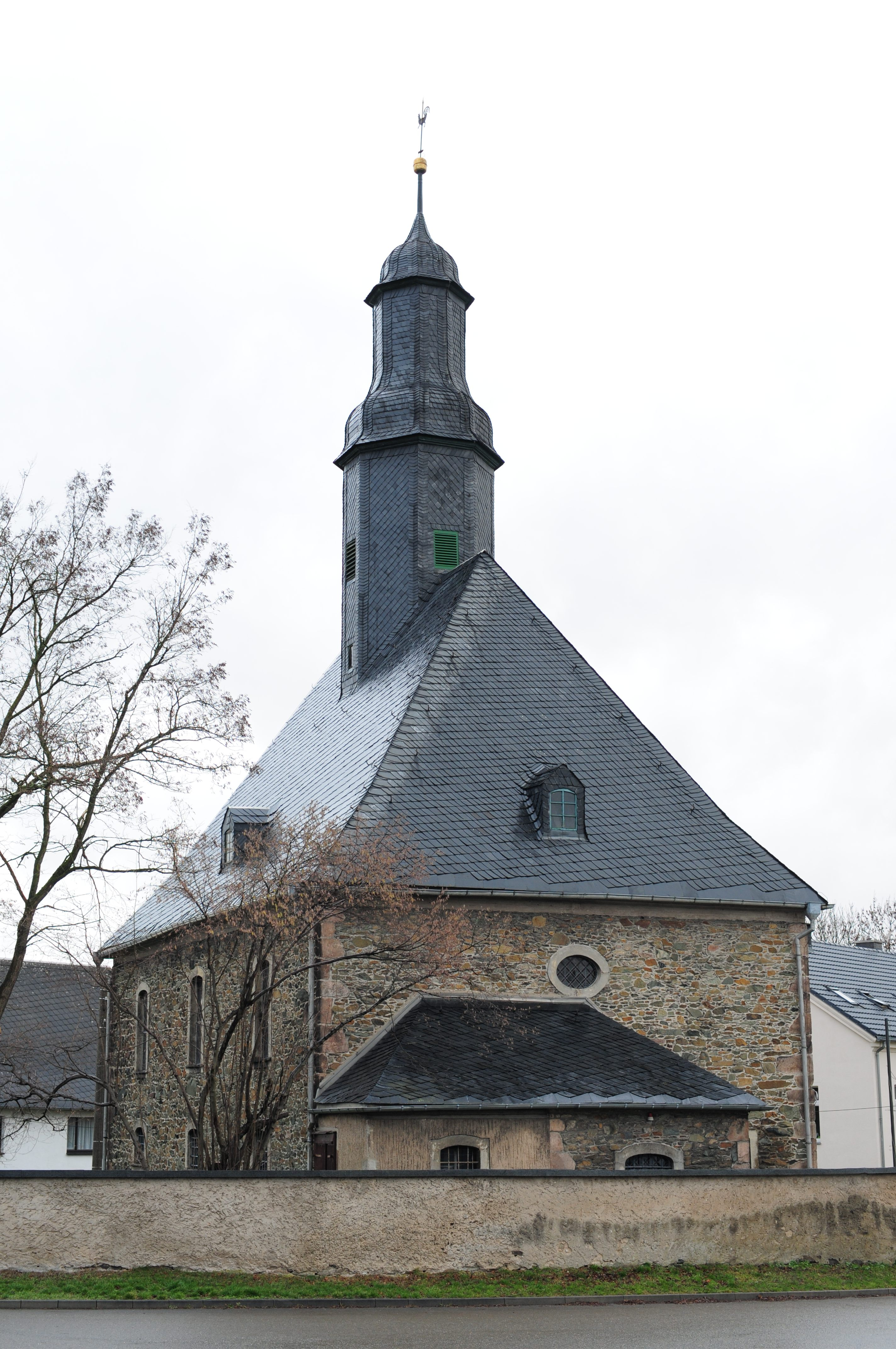
Laurentiuskirche von Culitzsch

Der Ort wurde um 1250 besiedelt. 1288 wurde er erstmals urkundlich erwähnt unter dem Namen Culicz.
1463 und 1544 wurde der Name des Ortes als Gulitzsch geschrieben, was sich in der Aussprache der Einheimischen kaum von der heutigen Schreibweise unterscheidet. Erst 1610 ist der Ortsname in der heute gebräuchlichen Schreibweise zu finden. Culitzsch bedeutet „Ort des Clojek“ (Clojek ist der Name eines slawischen Siedlers).
Um 1300 stiftete Papst Clemens V. eine Wallfahrtskirche zu Culitzsch. Diese Kirche stand vermutlich in der Mitte des Dorfes. Sie wurde durch Brände zerstört und 1770 abgerissen. Am 29. Mai 1770 erfolgte die Grundsteinlegung für die Laurentiuskirche. Sie wurde durch den Schneeberger Baumeister August Siegert errichtet und 1773 geweiht. Es ist ein massiver Bruchsteinbau mit Schieferdeckung
Im Jahre 1560 erbaute man das erste Schulhaus, das bei einem Brand vernichtet wurde. Die Gemeinden Culitzsch und Wilkau errichteten 1671 gemeinsam eine neue Schule, die ebenfalls abbrannte. Der 1771 erbaute Schulbau blieb bis in die Gegenwart erhalten. Im Jahre 1899 wurde ein neues Schulgebäude erbaut und 1900 eingeweiht. Es wird gegenwärtig nicht mehr als Schule genutzt. Ein eigens für den Zweck, das Gebäude einer zweckmäßigen Nutzung wieder zuzuführen, gegründeter Verein bemühte sich bis zum Verkauf rege um dessen Erhaltung.
Culitzsch war seit Gründung ein Bauerndorf. Nach Beginn des industriellen Zwickauer Steinkohlenbergbaus und Aufschwung der Eisenindustrie durch die Königin Marienhütte im benachbarten Cainsdorf war im 19. Jahrhundert auch in Culitzsch ein Aufschwung der Erwerbstätigkeit zu verzeichnen. Arbeiter siedelten sich im Ort an. Im Jahre 1899 erbaute Paul Kiesel aus Wilkau an der Plotzsch eine Fabrik, in der Stickmaschinen aufgestellt wurden. Die späteren Inhaber waren Heinz und Riedel. Bis 1956 produzierte die Firma Ernst Kästner, später war er ein Teilbetrieb des VEB Plauener Spitze. 1991 wurde die Produktion eingestellt.
Am 1. Januar 1999 erfolgte die Eingemeindung von Culitzsch in die Stadt Wilkau-Haßlau.

## Einwohnerentwicklung
Die größte Einwohnerzahl hatte Culitzsch nach dem Zweiten Weltkrieg mit fast 1500 Einwohnern. Gegenwärtig sind es rund 500.

## Sport, Kultur und Sehenswürdigkeiten

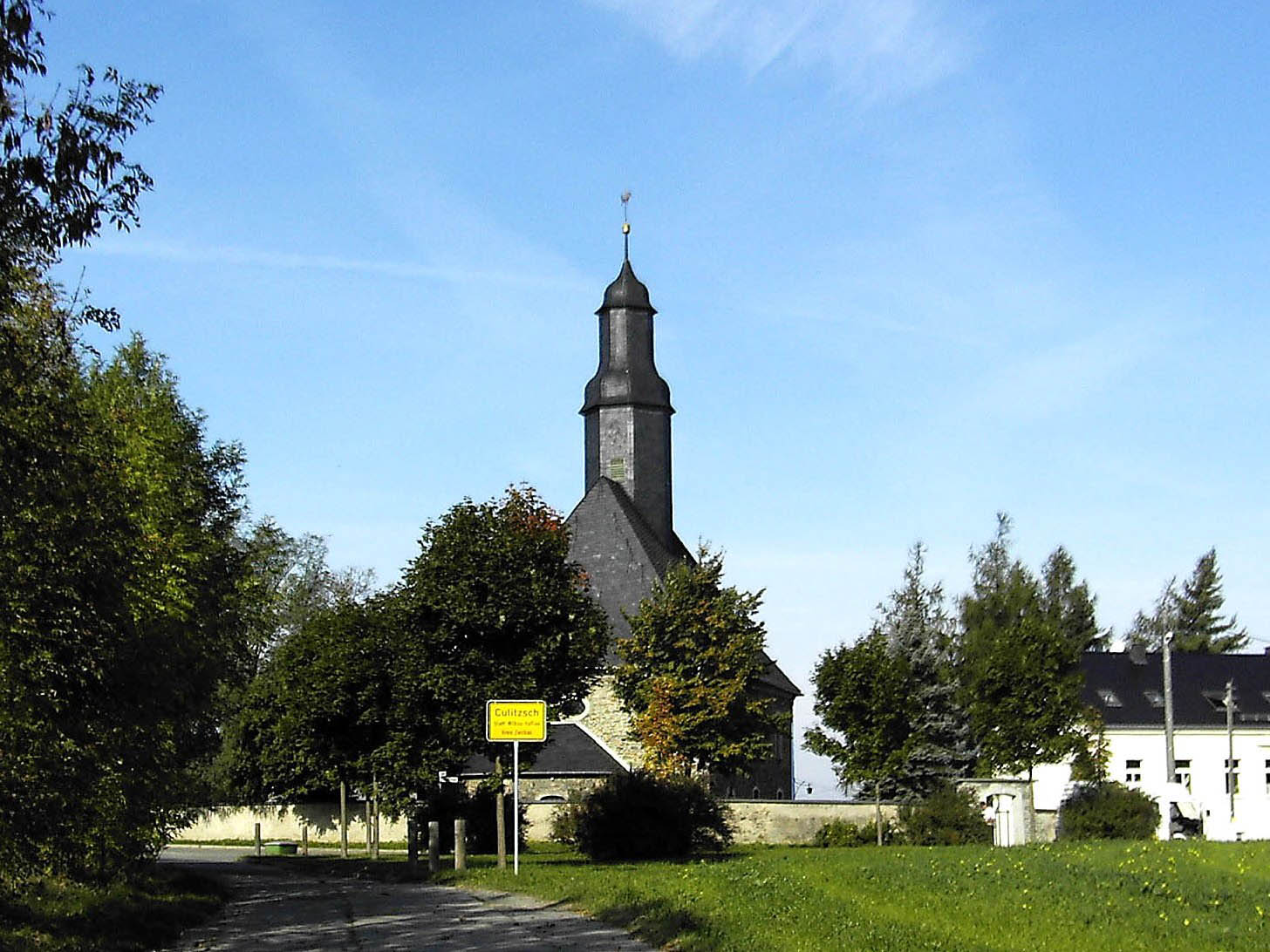
Laurentiuskirche zu Culitzsch

### Kultur und Sehenswürdigkeiten
- Laurentiuskirche mit einem Altar von Peter Breuer
- der Plotzschbach im gleichnamigen Grund mit Schauersbrünnl (auch als Jägerbrünnlein bezeichnet), dessen Wasser über den Rödelbach in die Zwickauer Mulde fließt
- ausgiebige Wandermöglichkeiten um den Froschteich im Landschaftsschutzgebiet Plotzschgrund
- Denkmal zum Gedenken an die Opfer der Weltkriege
- Brücke der Autobahn A72 über dem Ortsgebiet von Culitzsch
- Oldtimermuseum Culitzsch[4]

### Sport
- Moto-Cross-Strecke des MC Culitzsch, der seinen Ursprung allerdings in der Gemeinschaft der Motorsportler der Region hat und im Ort durch die geschaffene Strecke sein Domizil gefunden hat
- das Wilkau-Haßlauer Herbertbad an der Ortsgrenze zu Culitzsch

## Weblinks

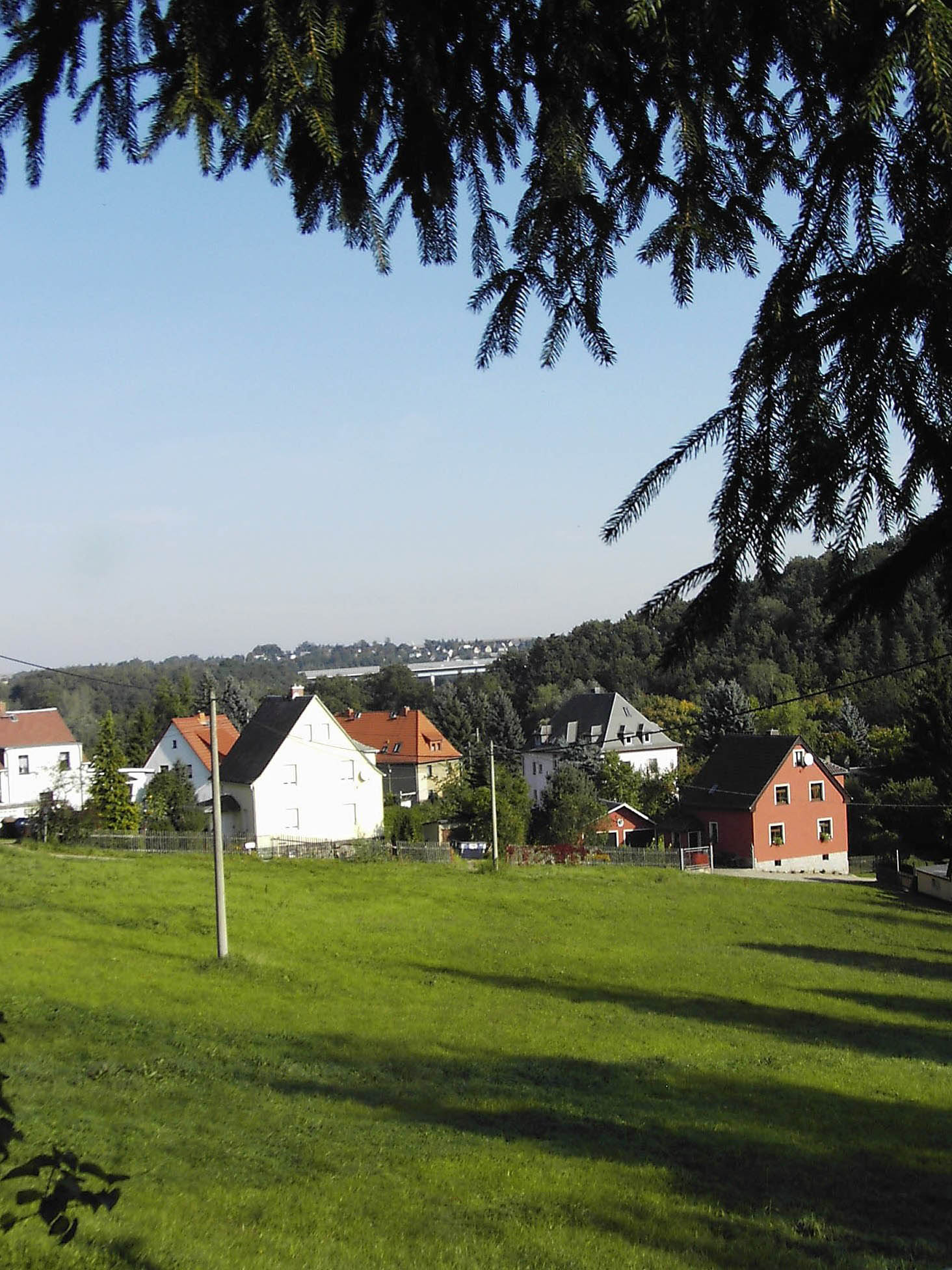
Culitzsch, Siedlung Hochwald, im Hintergrund Blick auf Wilkau-Haßlau